# José Ángel García
José Ángel García Huerta (Huetamo, Michoacán, 30 de octubre de 1959-Ciudad de México, 22 de enero de 2021) fue un actor y director de teatro y televisión mexicano.

## Trayectoria profesional
José Ángel García nació el 30 de octubre de 1959 en Huetamo, Michoacán, México. Era el padre del reconocido actor mexicano Gael García Bernal.
Destacó como actor en series televisivas como La Seducción (1980), El día que murió Pedro Infante (1982), Yesenia (1987), La Telaraña (1990), Nadie es perfecto (1999), Entre el amor y el odio (2002), Amarte es mi pecado (2004), Mujer, casos de la vida real (2005), Yo no creo en los hombres (2014), La candidata (2016) y Aquí en la Tierra (2018).
Colaboró como asistente de director en proyectos entre los que destacan Muchachitas (1991), Soñadoras (1998) y Las vías del amor (2002). Sin embargo, su trabajo como director se destaca en telenovelas como Al filo de la muerte (1991), Mágica juventud (1992), Dos mujeres, un camino (1993), Amigas y rivales (2001), Mujer de madera (2004), La verdad oculta (2006), La fuerza del destino (2011) y Libre para amarte (2013).
Su último trabajo fue como director de escena de la serie La Rosa de Guadalupe en Televisa.

## Fallecimiento
José Ángel García falleció el 22 de enero de 2021 en la Ciudad de México víctima de Fibrosis pulmonar,.

## Filmografía

### Televisión
- Aquí en la tierra (2018-2020) - Raúl Hurtado
- La candidata (2016-2017) - Israel
- Yo no creo en los hombres (2014) - Rodolfo
- La rosa de Guadalupe (2009)
- Mujer, casos de la vida real (2005)
- Amarte es mi pecado (2004) - Julián Quiroga
- Entre el amor y el odio (2002) - Rodolfo Moreno
- Soñadoras (1998-1999)
- Tú y yo (1996-1997) - Juan José Iturralde
- El premio mayor (1995-1996) - Esteban Mireles
- Mágica juventud (1992-1993) - Víctor
- Al filo de la muerte (1991) - Dr. Arturo Lozano
- Muchachitas (1991) - José Ángel
- La telaraña (1990)
- Morir para vivir (1989) - Roberto
- Yesenia (1987) - Ernesto

### Cine
- Feral (2018) - Fausto
- Flawless (1999)
- La furia de un Dios (1988)
- Los motivos de Luz (1985) - Cura
- Damian (1985)
- El día que murió Pedro Infante (1984) - Gabriel
- La seducción (1981)

### Dirección de Escena
- La Rosa de Guadalupe (2008-2020)
- Libre para amarte (2013)
- Segunda parte de Dos Hogares (2011-2012)
- La fuerza del destino (2011)
- Camaleones (2009-2010)
- Muchachitas como tú (2007)
- La verdad oculta (2006)
- Mujer de madera (2004-2005)
- Las vías del amor (2002-2003)
- Amigas y Rivales (2001)
- Mujeres engañadas (1999-2000)
- Soñadoras (1998-1999)
- Segunda parte de Salud, dinero y amor (1997)
- Segunda parte de Tu y yo (1996-1997)
- Volver a empezar (1994-1995)
- Dos mujeres, un camino (1993-1994)
- Mágica juventud (1992-1993)
- Muchachitas (1991-1992)
- Al filo de la muerte (1991-1992)